# Андовер (Нью-Джерсі)
Андовер (англ. Andover) — місто (англ. borough) в США, в окрузі Сассекс штату Нью-Джерсі. Населення — 595 осіб (2020).

## Географія
Андовер розташований за координатами 40°59′9″ пн. ш. 74°44′37″ зх. д. / 40.98583° пн. ш. 74.74361° зх. д. (40.985758, -74.743590).  За даними Бюро перепису населення США в 2010 році місто мало площу 3,81 км², з яких 3,76 км² — суходіл та 0,05 км² — водойми. В 2017 році площа становила 3,53 км², з яких 3,49 км² — суходіл та 0,04 км² — водойми.

## Демографія
Згідно з переписом 2010 року, у селищі мешкало 606 осіб у 241 домогосподарстві у складі 164 родин. Було 263 помешкання
Расовий склад населення:
| - 91,7 % — білих - 2,1 % — азіатів - 1,2 % — чорних або афроамериканців - 0,3 % — корінних американців - 2,6 % — осіб інших рас |

До двох чи більше рас належало 2,0 %. Частка іспаномовних становила 7,6 % від усіх жителів.
За віковим діапазоном населення розподілялося таким чином: 21,1 % — особи молодші 18 років, 66,9 % — особи у віці 18—64 років, 12,0 % — особи у віці 65 років та старші. Медіана віку мешканця становила 40,4 року. На 100 осіб жіночої статі у селищі припадало 99,3 чоловіків;  на 100 жінок у віці від 18 років та старших — 100,8 чоловіків також старших 18 років.
Середній дохід на одне домашнє господарство  становив 87 286 доларів США (медіана — 76 875), а середній дохід на одну сім'ю — 100 278 доларів (медіана — 90 536). Медіана доходів становила 51 161 долар для чоловіків та 52 188 доларів для жінок. За межею бідності перебувало 4,4 % осіб, у тому числі 2,1 % дітей у віці до 18 років та 2,3 % осіб у віці 65 років та старших.
Цивільне працевлаштоване населення становило 406 осіб. Основні галузі зайнятості: роздрібна торгівля — 21,4 %, освіта, охорона здоров'я та соціальна допомога — 20,7 %, фінанси, страхування та нерухомість — 11,3 %, виробництво — 9,6 %.